# Lac de Remoray
Lac de Remoray ist ein See, der im französischen Département Doubs in der Region Bourgogne-Franche-Comté liegt. Die nächstgelegene größere Stadt ist Pontarlier. Der See liegt 850 m über dem Meeresspiegel und bedeckt eine Fläche von 95 Hektar. Das namensgebende Dorf Remoray-Boujeons befindet sich westlich am Jurahang. Die Ortschaft Labergement-Sainte-Marie befindet sich auf der östlichen Flussseite des Doubs im Talgrund.
Die Hauptzuflüsse sind die Flüsschen La Drésine und Le Lhaut. Der Abfluss des Sees wird La Taverne genannt und mündet knapp einen halben Kilometer später in den Doubs.
Der See ist von einer Sumpflandschaft umgeben. Diese wurde zusammen mit dem See am 24. April 1980 zum Naturreservat erklärt. Dieses Naturreservat umfasst eine Fläche von 426,69 Hektar.